# Scrimshaw

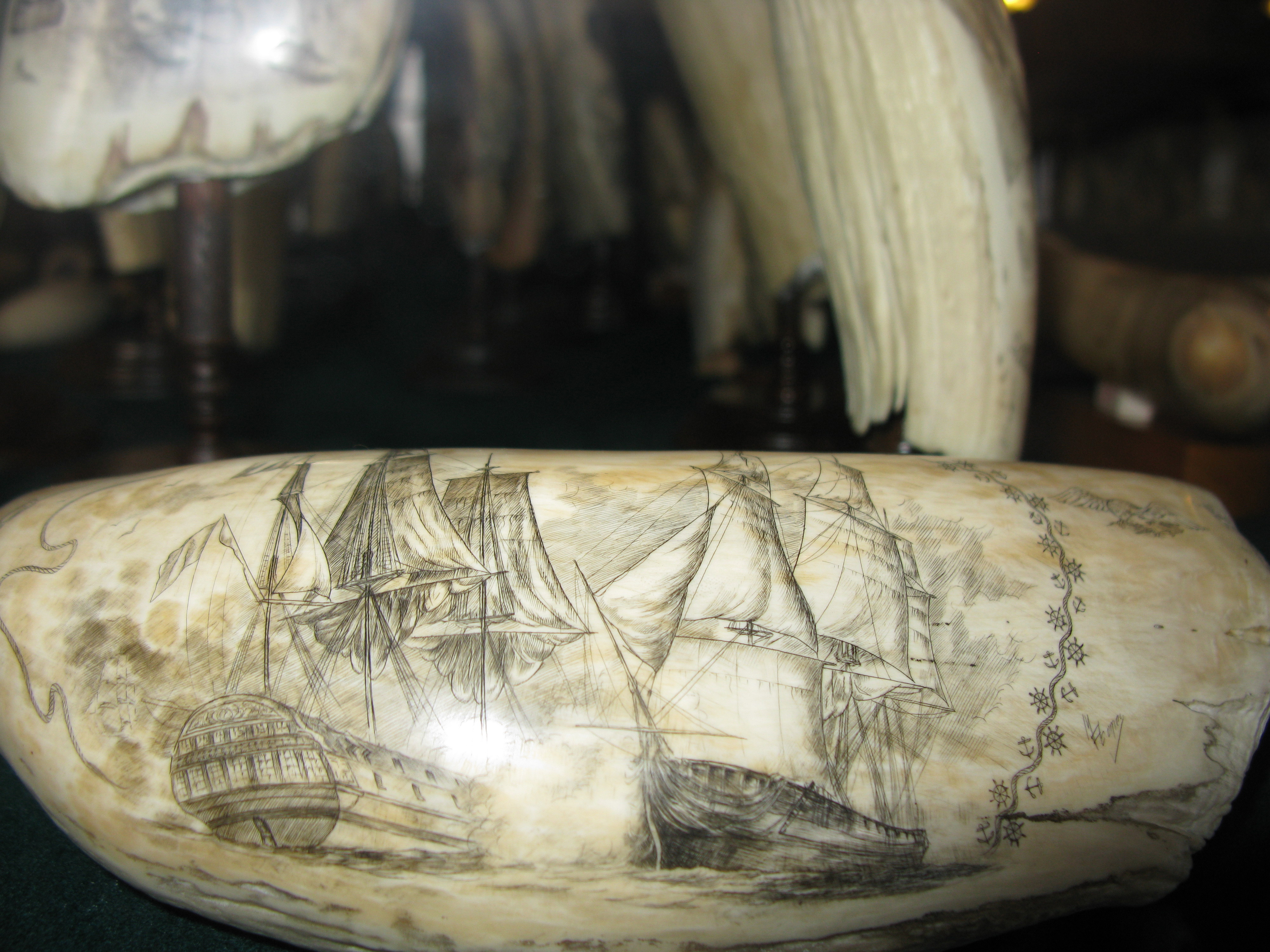
Scrimshaw: particolare su un dente di odontocete

Scrimshaw è un termine anglofono che designa le incisioni e sculture realizzati in osso o avorio.
In genere si riferisce al lavoro manuale creato da balenieri realizzati con i sottoprodotti raccolti da mammiferi marini. È più comunemente fatto di ossa e denti di capodogli, di fanoni di altre balene, e di zanne dei trichechi. Prende la forma di incisioni elaborate in forma di immagini e scritte sulla superficie dell'osso o del dente, con l'incisione evidenziata usando un pigmento o, meno spesso, piccole sculture realizzati nello stesso materiale. La realizzazione di scrimshaw è iniziata nelle baleniere tra 1745-1759 sull'Oceano Pacifico, e sopravvisse fino al divieto di caccia commerciale alle balene. La pratica sopravvive come un hobby e come commercio per artigiani commerciali. Un creatore di scrimshaw è conosciuto come uno scrimshander. L'etimologia è incerta.